# Золотой век

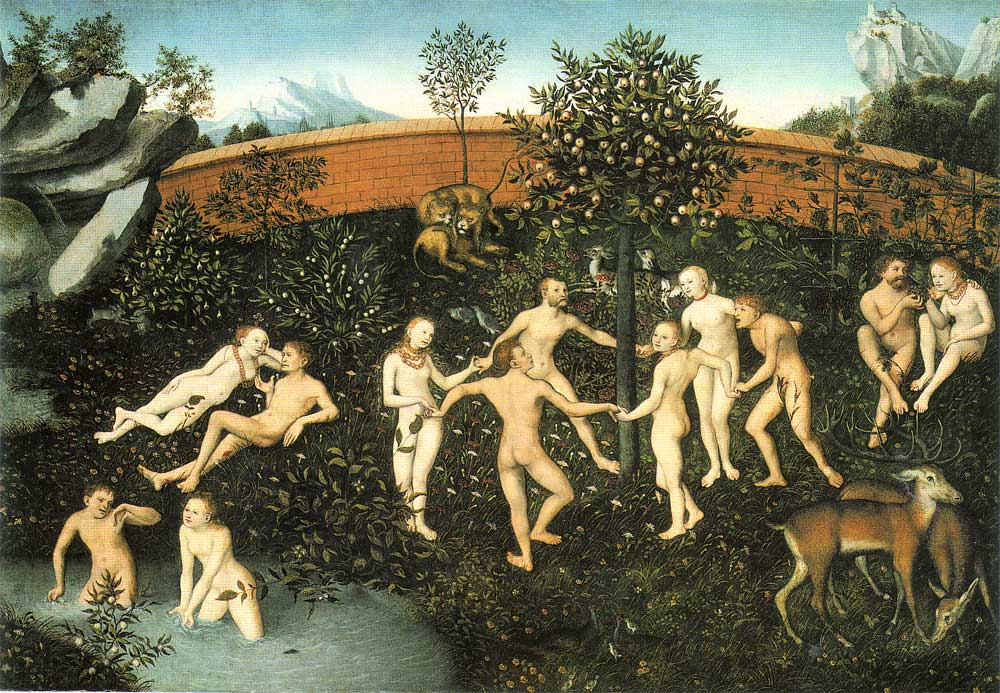
Лукас Кранах Старший, «Золотой век», около 1530

Золото́й век — мифологическое представление о счастливом и беззаботном состоянии первобытного человечества. Основой представления стал мифологический мотив, согласно которому прежде всё было лучше, чем сейчас.
Представления о золотом веке возникают в результате развития, конкретизации представлений о мифическом времени, особом начальном сакральном периоде, предшествующем эмпирическому (историческому) «профанному» времени. Золотому веку сопутствуют мифологемы «потерянного рая» и «благородного дикаря». Это архетипический образ, лежащий в основе любой утопии.

## Архаическая культура
Ранняя форма представлений о золотом веке прослеживается уже в наиболее архаических культурах в качестве мифов о «предках», которые жили лучше, чем нынешние люди, и были наделены чудесными способностями. Тотемические мифы австралийской мифологии демонстрируют двойственные представления о «предках»: они изображены бесформенными, беспомощными, «недоделанными», но в то же время некоторые из них обладали чудесными способностями: могли спускаться под землю, подниматься на небо и др. Эти мифы определяются мифологическим мотивом «от противного», согласно которому прежде всё было иначе, как сейчас, и чаще всего лучше. Этот мотив составил основу мифологемы золотого века.
Мирча Элиаде, подробно исследовавший эту тему, считал, что мифологема золотого века восходит ко временам неолитической революции и является реакцией на введение земледелия.
Предполагается, что этот мотив стал особенно актуален в эпоху начала постоянных войн, когда прошлое на контрасте с действительностью «железного века» стало казаться благополучным, счастливым временем.

## Дальнейшее развитие
Скандинавская мифология повествует о заре мироздания, когда недавно возникший мир был гармоничным, асы радостными, и всё было из золота и т. п. Эта эпоха закончилась с «первой войной» — асов и ванов. Китайская мифология говорит о привольной жизни людей в эпоху мифических императоров Яо и Шунь. В египетской мифологии счастливой была эпоха правления на земле Осириса и Исиды. Шумерская мифология содержит сюжет о райской стране Тильмун, «страны живых», жители которой не знали болезней и смерти. В мифологии древних майя первые люди считались разумными, проницательными, красивыми. Позже они были лишены этих качеств ревнивыми богами-создателями. Представления о золотом веке содержат вавилонская, ацтекская и некоторые другие мифологии.
Парсы описывали правление царя Джамшида, в которое люди и скот были бессмертны, источники не иссякали, деревья не высыхали, пища не кончалась, не было холода, жары, зависти, старости. В рамках буддизма существует представление о веке прекрасных воздушных существ, которые реяли в беспредельности, не имели пола и не нуждались в пище. Всё кончилось, когда они отведали сладкой пены, что образовалась на поверхности земли. Тогда эти существа впали в зло, а затем были осуждены питаться рисом, рожать детей, делать жилища, разделять собственность и соблюдать кастовое деление. Позднее люди продолжили постепенно вырождаться. Первая ложь была произнесена царём Четьей. Продолжительность человеческой жизни со временем уменьшалась.

## Античная культура
Жили те люди, как боги, с спокойной и ясной душою, горя не зная, не зная трудов. И печальная старость к ним приближаться не смела… А умирали как будто объятые сном… Большой урожай и обильный сами давали собой хлебодарные земли…
Первым посеян был век золотой, не знавший возмездья, Сам соблюдавший всегда, без законов, и правду и верность. Не было шлемов, мечей, упражнений военных не зная, Сладкий вкушали покой безопасно живущие люди. Также, от дани вольна, не тронута острой мотыгой, Плугом не ранена, всё земля им сама приносила. …Вечно стояла весна; приятный прохладным дыханьем, Ласково нежил эфир цветы, не знавшие сева. Более того: урожай без распашки земля приносила; Не отдыхая, поля золотились в тяжелых колосьях, Реки текли молока, струились и нектара реки, Капал и мед золотой, сочась из зелёного дуба…
Сам термин происходит из античной культуры. Основу сохранившегося античного мифа составляли традиционные мифологические представления.
Наиболее ярко миф выражает поэма «Труды и дни» Гесиода и «Метаморфозы» Овидия. Согласно древнегреческому поэту Гесиоду (Hes. Орр. 104—201), первое поколение людей, жившее при правлении верховного бога Кроноса, испытывало лишь одно блаженство. Земли давали обильный урожай сами. Люди не знали труда и горя. Они не старели и умирали, словно объятые сном. После смерти эти люди существуют и по настоящее время как добрые «демоны», которые охраняют порядок на земле. Затем пришёл серебряный, затем медный век. Каждая новая эпоха несла большие тяжести и бедствия, чем предыдущая. Четвертым стал век героев, которые воевали под Фивами и под Троей. Затем настал нынешний, железный век, век порчи и жестокости, в который «ни днём не прекращаются труды и печали, ни ночью».
Близкий сюжет изложен римским поэтом Овидием в поэме «Метаморфозы» (Met. I 89—162), который, предположительно, заимствовал его из греческого мифа. Золотой век Овидия не знал мести. Правда и верность торжествовали, не требуя подкрепления законами. Мир был безопасным, не знал войн, не было даней. Вечно стояла весна. Земля без возделывания сама приносила плоды. Реки текли молоком и нектаром, с дуба капал мёд. Затем следовали всё более ухудшавшиеся эпохи, серебряный, медный и, минуя «век героев», железный века. Последний стал самым тяжёлым и бедственным.
Помимо данного мифа, античная культура содержала также другие представления о «ранних временах» творения, в которые люди несли жалкое существование, однако затем Афина, Деметра, Прометей наделили их культурными благами.
По мнению Ю. Г. Чернышова, хотя термин «золотой век» возводят обычно к поэме «Труды и дни» Гесиода, у последнего и ряда других греческих авторов в оригинале фигурирует не «золотой век», а «золотой род» (др.-греч. χρύσεον γένος). Само понятие «золотой век» (aurea saecula) впервые в античной литературе фиксируется только в I в. до н. э.: в «Энеиде» Вергилия (Aen. VI. 792—794), в «Метаморфозах» Овидия (Met. I. 89—90) и т. д. До этого в античной традиции была распространена не «хронологическая», а «генеалогическая» интерпретация мифа о жизни при Кроносе (Сатурне) и последующей истории: эта история мыслилась не как смена эпох, но как смена совершенно различных, никак между собой не связанных родов, геносов людей (у Гесиода — золотого, серебряного, медного, героического и железного), каждый из которых поочерёдно создавался богами и затем исчезал с лица земли. Отмечаемый у Вергилия и почти всех его последователей переход от «золотого рода» к «золотому веку» явился важнейшим качественным сдвигом в интерпретации мифа, позволившим актуализировать утопическое содержание древних преданий.

## В иудаизме и христианстве
Представления о золотом веке содержатся в библейском рассказе о первых людях в райском саду, откуда их изгнал Бог за то, что они Его ослушались (Быт. 1—3).
В христианском учении этот сюжет приобрёл новое и чрезвычайно важное значение, став одним из самых важных догматов о первородном грехе, который рассматривается как главная причина греховности всего человечества. Это грехопадение привело к потере рая и породило всё мировое зло. В Средние века христианская иконография часто изображала жизнь первых людей в раю.

## В Новое и Новейшее время

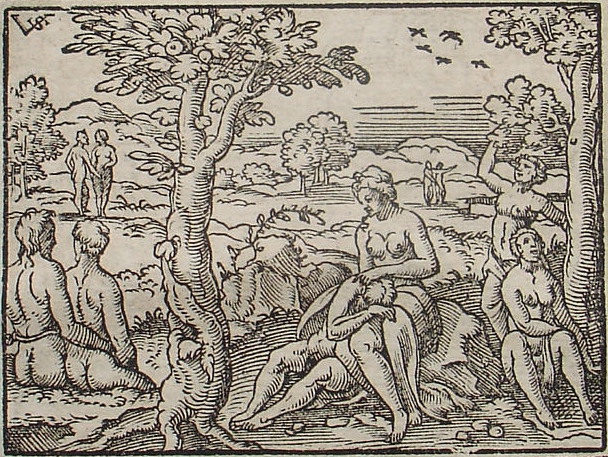
Гравюра Виргилия Солиса к «Метаморфозам» Овидия

Христианские представления об утраченном золотом веке, земном рае, оказали существенное влияние на европейскую науку Нового времени. В эпоху Великих географических открытий европейцы, встретившись с жителями стран за пределами Европы, которые жили на уровне доклассового общества, нередко воспринимали их быт в качестве подтверждения представления о библейском рае. Сформировалась идея о «добром дикаре», который живёт по разумным законам природы. Эта идея была очень популярной в литературе XVI века (П. Мартир, Мишель де Монтень и др.), в XVII веке (Ж. дю Тертр), XVIII веке (Жан-Жак Руссо, Дени Дидро, Иоганн Готфрид Гердер) и среди учёных XIX века, склонных к идеализации «естественного» состояния раннего человечества (Льюис Морган, Николай Зибер и др.).
В работах итальянского фашистского эзотерика Юлиуса Эволы антимодернистская политическая доктрина основывалась на представлениях о Примордиальной традиции и прогрессивном упадке последней по мере отдаления от золотого века и вступления в суровую эпоху Кали-юга.